# Toftlund Kirke
Toftlund Kirke er en middelalderlig bygning i den sydlige ende af Toftlund.
Omfatter romansk apsis, kor og skib af kvadere, sengotisk tårn og stort sideskib fra 1912-13. To våbenhuse og et sakristi er forsvundet. Den romanske granit-kvaderbygning har flere bevarede træk: apsidens øst- og nordsidens 4 vinduer, en præstedør i koret og begge menighedsdøre, alle i brug. Skibets døre har portaler med frisøjler. Tårnet har haft spir af Tørninglen-type, fra 17. årh. sadeltag. Tilbygningen på sydsiden i samme bredde som skibet er formet som 3 parallelle sadeltage, afsluttet af 3 store gavle. Det vestlige fag er afskilt til våbenhus. Kor og skib har bjælkeloft, tårnrummet hvælv. I korets nordmur en halvcirkulær sidealterniche.
Altertavle fra o. 1620 med 3 barokke nadver- og dydemalerier. Fra sidealteret stammer en gotisk træfigur, Maria med barnet. Krucifiks fra o. 1450.
Middelalderlig døbefont.
Stor prædikestol med himmel fra 1654, i felterne 5 relieffer af Jesu liv. I degnestolen er bevaret 3 fag af en tidligere prædikestol fra 16. årh.
Pulpitur fra 1731 med malerier fra 1736. To mindetavler og 7 gravsten (den ældste fra 1704).
Kirkens indre blev i 1954 restaureret af arkitekterne Holger Mundt og Ebbe Clemmensen, bl.a. med nyt muret alterbord.
- Kvindedør på nordsiden
- Relief over hovedindgangen

## Eksterne kilder og henvisninger
- Toftlund Kirke hos KortTilKirken.dk
- Toftlund Kirke i bogværket Danmarks Kirker (udg. af Nationalmuseet)

- Wikimedia Commons har flere filer relateret til Toftlund Kirke